# Мајка (филм из 2009)
Мајка (кор. 마더; Madeo) јесте трилер филм из 2009. године, у режији Бонг Џун-Хоа. Главне улоге тумаче Ким Хје-ја и Вон Бин. Радња прати мајку која, након што је њен син са интелектуалним потешкоћама оптужен за убиство младе девојке, покушава да пронађе правог убицу како би ослободила сина.
Филм је премијерно приказан 16. маја 2009. на Филмском фестивалу у Кану у секцији Un Certain Regard, а објављен је у Јужној Кореји 28. маја 2009. Добио је позитивне критике.

## Радња
Неименована удовица живи сама са својим јединим сином, продаје лековито биље у малом граду на југу Јужне Кореје док спроводи нелиценциране третмане акупунктуром за градске жене са стране. Њен син, Џун До-џун, је стидљив, али склон да нападне свакога ко се руга његовом интелектуалном недостатку. Обожава га и грди га због дружења са Џин-теом, локалним насилником. Када је До-Јуна замало ударио аутомобил, он и Џин-те вандализују аутомобил и нападају возача и путнике као освету. Џин-те окривљује До-џуна за штету нанету аутомобилу, а До-џун је тужен. Његова мајка се бори са теретом дуга.
На повратку кући из бара касно у ноћ, До-џун види средњошколку по имену Мун Ах-јунг како хода сама и прати је до напуштене зграде. Следећег јутра, она је откривена мртва на крову, шокирајући град и притискајући неспособну полицију да пронађе убицу. Само посредни докази стављају До-џуна близу места злочина, али полиција ипак хапси дечака. Преварен је да потпише признање и суочава се са дугом затворском казном. Његова мајка, верујући да је невин, покушава да докаже да он није убица. Међутим, она је неуспешна, јер је адвокат којег је ангажовала заокупљен самим собом и бескорисан, а заједница једногласно криви До-џуна за злочин.
Мајка сумња да је Џин-те починио убиство и проваљује у његову кућу да тражи доказе. Она узима палицу за голф, за коју верује да је на њој крв, али када је преда полицији и Џин-те се суочи са тим, постаје јасно да је „крв“ само размазани руж. Упркос њеним оптужбама, Џин-те пристаје да помогне мајци да реши случај - уз накнаду.
Мајка отпушта свог адвоката и испитује људе у граду о Ах-јунг. Рекли су јој да је девојка била сексуално промискуитетна и у вези са дечаком познатим као Џонг-пал, који је побегао из санаторијума.
До-Џун напада другог затвореника који га назива "ретардираним". Приликом једне од мајчиних посета затвору, До-Џун се сећа како је мајка покушала да га убије, а затим и себе када је имао пет година, тако што је њихова пића залила пестицидом. Она покушава да се извини, говорећи да жели да их обоје ослободи невоља. Она нуди да уклони његов бол користећи своје јединствено знање о акупунктурној тачки која брише лоше успомене, али он јој каже да више никада не жели да је види.
Мајка сазнаје од радника да је Ах-јунг имала честа крварења из носа и да је на свом мобилном телефону имала слике које је желела да одштампа. Ах-јунгину пријатељицу нападају два младића који траже њен телефон, али је мајка спасава и онда плаћа Џин-теа да испита мушкарце, који тврде да је Ах-јунг прихватала пиринач у замену за секс (и добила надимак "девојка од пиринчаног колача"). Кажу да је телефоном тајно фотографисала своје партнере и тако га учинила потенцијалним алатом за уцену. Мајка проналази телефон који је сакривен у кући Ах-јунгине баке.
До-џун се сећа да је видео старијег човека у напуштеној згради у ноћи Ах-јунине смрти и идентификује га на једној од слика на њеном телефону. Мајка препознаје човека као сакупљача смећа од кога је једном купила кишобран и одлази у његов дом да сазна шта је видео, под изговором да му нуди добротворне медицинске услуге. Сакупљач смећа открива да је био узнемирен откако је видео До-џуна како убија девојку. Био је сведок како су њих двоје имали кратак разговор, током којег га је девојка назвала "ретардом", а До-џун је потом бацио велики камен у сенку у којој је Ах-јунг стајала, ударивши је у главу и нехотице убивши је. До-џун ју је затим одвукао на кров.
Мајка није у стању да прихвати истину. Она избезумљено говори сакупљачу смећа да није у праву и да ће случај бити поново отворен и До-Џун ће бити пуштен, што га наводи да подигне слушалицу како би коначно пријавио полицији шта је видео. У страху за сина, мајка убијас сакупљача смећа и запали му кућу.
Касније, полиција говори мајци да је пронашла "правог" убицу: Џонг-пала, за кога се претпоставља да је крив након што је Ах-јунгина крв пронађена на његовој кошуљи. Полиција претпоставља да је доспела тамо током убиства, али мајка зна да је Џонг-палова прича да је крв резултат Ах-јунгиног крварења из носа током споразумног секса тачна. Осећајући се кривом, посећује Џонг-Пала, који је интелектуално ометенији од њеног сина, и плаче за њим када чује да нема мајку која би се борила за њега, знајући да иде у затвор због злочина који није починио.
До-џун је ослобођен из затвора и Џин-те га покупи. Пролазе поред спаљене куће сакупљача смећа на путу кући и заустављају се да пробију рушевине. Током вечере, До-џун говори својој мајци да је Џонг-пал вероватно одвукао Ах-јунг на кров како би неко видео да је повређена и помогао јој.
Док се мајка спрема да крене са аутобуске станице на турнеју „Хвала родитељима“, До-Џун враћа њен комплет за акупунктуру, који је пронашао у остацима куће сакупљача смећа, и говори јој да буде опрезнија. Она у сузама одлази, потресена његовим открићем. У аутобусу, она седи у шоку пре него што стави једну од акупунктурних игала у тачку која брише лоше успомене. Она устаје и плеше са осталим путницима.

## Критички одговор
На Ротен Томејтос, филм има оцену одобравања од 96% на основу 114 рецензија, са просечном оценом 7,88/10. Критички консензус сајта гласи: „Колико је и смешна, мајка Бонг Џун-хоа спаја породичну драму, хорор и комедију са вештим разумевањем тона и обиљем језивих визуелних приказа.“
На Метакритику, који додељује нормализовани рејтинг. према рецензијама, филм има просечну пондерисану оцену од 79 од 100 на основу 31 критичара, што указује на „генерално повољне критике.“
Манојла Даргис из похвалио је наступ Ким Хи-ја и описао филм као „наизменично блистав и фрустрирајући“.